# Trisakti
Trisakti is een bestuurslaag in het regentschap Musi Rawas van de provincie Zuid-Sumatra, Indonesië. Trisakti telt 1131 inwoners (volkstelling 2010).